# Guido von List
Guido Karl Anton List, známý jako Guido von List (5. října 1848 Vídeň – 17. května 1919 Berlín) byl rakouský básník, novinář a okultista, který jako první ve svých spisech vystoupil s völkisch ideologií v souvislosti s okultismem a teosofii.
Je považován za zakladatele ariosofie.
Nejdůležitější jeho publikace jsou: "Carnuntum" (1888), "Tajemství Run" (1908), "ideografické pismo Ariogermanů " (1910), "Protojazyk Ariogermanů" (1914).